# Casada amb tots
Casada amb tots (títol original: Married to the Mob) és una comèdia estatunidenca dirigida per Jonathan Demme el 1988
Ha estat doblada al català

## Argument
Un agent de l'FBI, Mike Downey, vol infiltrar-se en una família de la màfia. La sort sembla somriure-li quan Angela de Marco prova d'abandonar l'estil de vida dels seus després de l'homicidi del seu marit, el pistoler Frank de Marco.
La intriga es lliga quan el cap de la màfia, Tony "The Tiger" Russo, que ha mort el marit de Angela perquè estava massa a prop de la seva amant, s'acosta molt a Angela. L'esposa de Tony, Connie Russo, sospita alguna cosa. Però vet aquí que l'agent de l'FBI no és indiferent a la pobra vídua...

## Repartiment
- Michelle Pfeiffer: Angela de Marco
- Alec Baldwin: 'Cucumber' Frank de Marco
- Joan Cusack: Rosarco
- Matthew Modine: Mike Downey
- Mercedes Ruehl: Connie Russo
- Dean Stockwell: Tony 'The Tiger' Russo
- Nancy Travis: Karen Lutnick
- Chris Isaak: el pallasso
- Paul Lazar: Tommy Boyle
- Captain Haggerty: el gras
- Marlene Willoughby: esposa del gras
- Frank Acquilino: xofer
- Charles Napier: Ray, perruquer d'Angela
- Ellen Foley: Theresa
- O-Lan Jones: Phyllis
- Jason Allen: Tony Russo, Jr
- Tara Duckworth: Tara
- Oliver Platt: Ed Benitez
- Frank Ferrara: Vinnie 'The Slug'
- Frank Gio: Nick 'The Snake'
- Gary Howard Klar: Al 'The Worm'
- Warren Miller: Johnny 'King's Roost' King
- Steve Vignari: Stevarino
- James Reno: 'Butch'

## Premis i nominacions
- Premiada als Kansas City Films Critics Circle Awards el 1989 pel millor segon paper per Dean Stockwell al mateix temps que Martin Landau per Tucker: The Man and His Dream, i Tom Cruise per Rain Man (1988).
- Premiada als Nacional Society of Film Critics Awards l'any 1989 	pel millor segon paper masculí per Dean Stockwell compartit amb Tucker (1988) i el millor segon paper femení per Mercedes Ruehl.
- Premiada als New York Film Critics Circle Awards el 1988 pel millor segon paper per Dean Stockwell, compartit amb Tucker (1988).
- nominada als Globus d'Or l'any 1989 per Globus d'Or al millor actor musical o còmic per Michelle Pfeiffer.
- nominada als oscars l'any 1988 pel millor segon paper per Dean Stockwell.
- nominada als Artios de la Casting Society of America el 1989 pel millor repartiment en una comèdia per Howard Feuer.
- nominada als premis Young Artist el 1990 pel millor jove actor per Cory Danziger.

## Crítica
- Divertida comèdia que parodia, amb irregular encert, les típiques produccions del cinema negre. Encara bo que el seu compassat repartiment compensa una direcció correcta però que sembla escassa. Interessant i divertida"[3]